# 王祚顯
王祚顯，字邑歧，贵州印江人，清朝政治人物、同進士出身。

## 生平
雍正八年（1730年）庚戌科進士，三甲一百十三名，官雲南江川知縣，卒於官。